# Luka Modrić
Pour les articles homonymes, voir Modrić (homonymie).
Luka Modrić, né le 9 septembre 1985 à Zadar (Yougoslavie), est un footballeur international croate qui évolue au poste de milieu de terrain à l'AC Milan.
Il fait partie des meilleurs milieux de terrain de l'histoire et, avec Davor Šuker et Bernard Vukas, des plus grands joueurs croates de tous les temps. Il commence sa carrière au Dinamo Zagreb en 2003, élu meilleur espoir croate en 2004, il devient un joueur phare du championnat de Croatie qu'il remporte trois fois d'affilée de 2006 à 2008 avant de s'envoler vers le Tottenham Hotspur fin 2008 où il deviendra l'un des milieux les plus reconnus du championnat de Premier League.
En 2012, il part pour le Real Madrid, où ses qualités de passeur et de récupérateur font de lui l'un des meilleurs milieux d'Europe. Sous les couleurs des Merengues, il remporte quatre Liga en 2017, 2020, 2022 et 2024, deux Coupe d'Espagne en 2014 et 2023, six Ligue des champions en 2014, 2016, 2017, 2018, 2022 et 2024 ainsi que la Coupe du monde des clubs de la FIFA lors de ces mêmes années. Il remporte la Supercoupe de l’UEFA en 2024 avant de remporter quelque mois après la Coupe Intercontinental de la FIFA devenant ainsi le joueur le plus titré de l’histoire du Real Madrid avec 28 trophées. En 2025, après treize années passées au sein de la Casa Blanca, il s'engage avec l'AC Milan et découvre la Serie A.
Depuis 2006, il est titulaire en équipe nationale de Croatie. Il est actuellement le capitaine de l'équipe de Croatie, qu'il a menée jusqu'en finale de la Coupe du monde 2018 (perdue 4-2 face à la France) durant laquelle il a été élu meilleur joueur de la compétition pour ses exploits tel que son but lors d'une victoire contre l'Argentine, ou son leadership sur le terrain tout au long de la compétition. Lors de l'année 2018, ponctuée d'une troisième Ligue des champions d'affilée et d'une finale en Coupe du monde, Luka Modrić devient le premier joueur croate à remporter le Ballon d'or. En 2022, il termine également à la troisième place de la Coupe du monde disputée au Qatar, remportant le Ballon de bronze du meilleur joueur.

## Biographie

### Enfance et formation
Originaire d'un village dans le massif de Velebit, Luka Modrić grandit dans la ville de Zadar pendant les guerres de Yougoslavie. Pendant la guerre de Croatie, son père est enrôlé dans l'armée croate, son grand-père est tué et la maison de sa famille est détruite par un bombardement. Zouko est le surnom de Luka Modrić. Il vit dans la ville de Zadar (dans l'actuelle Croatie) en tant que réfugié, dans un hôtel militaire, à la suite des guerres yougoslaves.
Il intègre le club de sa ville, le NK Zadar.

### Révélation au Dinamo Zagreb (2003-2008)
Luka Modrić est engagé par le Dinamo Zagreb et commence sa carrière professionnelle en 2003 en prêt auprès du Zrinjski Mostar, en 1re division du championnat de Bosnie-Herzégovine, où il fait déjà preuve d'un style de jeu inspiré et polyvalent. À 18 ans seulement, il devient l'un des meilleurs joueurs du championnat et est élu Joueur de l'année en 2004. À la suite de cette expérience à Mostar, il déclare que « qui peut jouer dans la ligue bosniaque peut jouer n'importe où », faisant référence au jeu physique de ce championnat.
Il reçoit de nombreuses propositions et est alors prêté à l'Inter Zaprešić où il joue toute une saison, offrant à cette petite équipe la deuxième place du championnat, avant de retrouver le Dinamo Zagreb en 2005.
Le 25 juillet 2006, il découvre la Ligue des champions avec le Dinamo Zagreb en disputant son premier match contre l'Ekranas Panevėžys. Son équipe s'impose par quatre buts à un ce jour-là.

### Confirmation au Tottenham Hotspur (2008-2012)
Luka Modrić est convoité par plusieurs clubs européens dont Arsenal, mais il rejoint le rival londonien du Tottenham Hotspur, le transfert est annoncé le 26 avril 2008. C'est un nouveau record pour Tottenham, qui avait dépensé la somme de 16,5 millions de livres sterling pour s'attacher les services de Darren Bent en 2007.
Le 16 août 2008, il dispute son premier match sous ses nouvelles couleurs lors de la première journée de la saison 2008-2009 de Premier League face au Middlesbrough FC. Il est titularisé lors de cette rencontre perdue par les Spurs sur le score de deux buts à un. Il inscrit son premier but pour Tottenham la même année, le 18 décembre contre le Spartak Moscou, lors d'une rencontre de Coupe UEFA. Le 21 décembre 2008, Modrić marque son premier but en Premier League contre Newcastle United. Titulaire, il ne peut empêcher la défaite de son équipe par deux buts à un.
Le 30 mai 2010, il prolonge son contrat de six ans avec Tottenham qui jouera enfin la Ligue des champions lors de la saison 2010-2011.
Lors du mercato d'été 2011, Luka Modrić reçoit une proposition de la part du Chelsea FC. À la suite de quoi, le joueur déclare publiquement être intéressé par ce challenge et par l'ambition des Blues. Cependant le staff de Tottenham fait tout pour le garder, et Harry Redknapp multiplie les interventions devant la presse afin de signaler que son joueur n'est pas à vendre. Blasé, Luka Modrić se mure dans un long silence et refuse de disputer le match de Ligue Europa contre le Heart of Midlothian.

### Au plus haut niveau au Real Madrid (2012-2025)

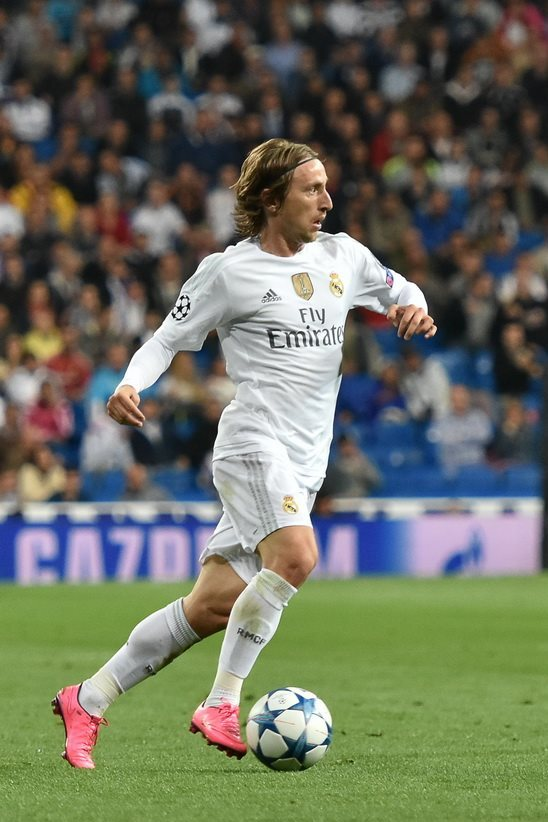
Luka Modrić sous les couleurs du Real Madrid (2015).

Le 27 août 2012, après de longs mois de négociations, Luka Modrić s'engage pour cinq saisons au Real Madrid contre un chèque de 35 millions d'euros et 7 millions d'euros de bonus en faveur de son ancien club, le Tottenham Hotspur. Deux jours après son arrivée dans la capitale espagnole, il rentre en fin de match pour le match retour de la Supercoupe d'Espagne face au FC Barcelone (2-1) et remporte son premier trophée.
Le 3 novembre 2012, Luka Modrić marque son premier but sous les couleurs du Real Madrid, en Liga contre le Real Saragosse. À ses débuts, il est dans l'esprit de l'entraîneur Mourinho derrière le duo Sami Khedira-Xabi Alonso au milieu de terrain et évolue dans un registre trop similaire à Mesut Özil quand les deux joueurs sont ensemble sur le terrain.
Sous l'ère Carlo Ancelotti au Real Madrid, il devient une pièce importante de l'effectif madrilène et réalise de belles performances. Carlo Ancelotti lui fait prendre une position plus défensive sur le terrain. Il dépasse Khedira dans la hiérarchie et se révèle complémentaire avec Xabi Alonso.
Sous l'ère Zinédine Zidane, le trio qu'il forme avec Casemiro et Toni Kroos s'impose dans l'entre-jeu madrilène et devient incontournable jusqu'en 2022 et le départ de Casemiro du club. Ces trois joueurs sont complémentaires, Casemiro évoluant plus en retrait dans un rôle plus physique quand Toni Kroos, à sa gauche, régule le jeu de passes madrilènes et Luka Modrić fait la différence sur sa qualité technique. Ils sont aussi capables de s'adapter aux évolutions tactiques que proposent leurs entraîneurs successifs.
Le 8 juin 2022, alors âgé de 36 ans, Luka Modrić prolonge son contrat d'un an avec le Real Madrid, soit jusqu'en juin 2023. Le 26 juin 2023, Luka Modrić prolonge son contrat au Real Madrid pour une saison supplémentaire, soit jusqu'en juin 2024,,,. Le 17 juillet 2024, le joueur croate prolonge une nouvelle fois au club pour une saison supplémentaire, soit jusqu'en juin 2025,. Luka Modrić, qui accepte une diminution de salaire, devient premier capitaine du club à la suite du départ de Nacho.
Le 22 mai 2025, après treize années passées au sein de la Casa Blanca, il annonce son départ du club de la capitale espagnole à l'issue de la saison,,. Dans une publication partagée sur Instagram, il déclare : « Je suis arrivé en 2012 avec l'ambition de porter le maillot de la meilleure équipe du monde et avec l'ambition de faire de grandes choses, mais je ne pouvais pas imaginer ce qui allait suivre. Jouer pour le Real Madrid a changé ma vie en tant que footballeur et en tant que personne ».
Avec le Real Madrid, il remporte notamment la Ligue des champions à six reprises ainsi que la Coupe du monde des clubs à cinq reprises.

### Découverte de la Serie A avec l'AC Milan (2025-)
Le 14 juillet 2025, Luka Modrić passe sa visite médicale avec l'AC Milan et s'engage dans la foulée avec les Rossoneri en paraphant un contrat d'un an avec une année supplémentaire en option,,. Le no 10, son numéro fétiche étant déjà pris par Rafael Leão, il récupère le no 14,, celui qu'il portait lors de son passage avec le Tottenham Hotspur entre 2008 et 2012,. Après le championnat d'Angleterre et le championnat d'Espagne, il découvre le troisième des cinq plus grands championnats d’Europe avec la Serie A,.

### En équipe nationale

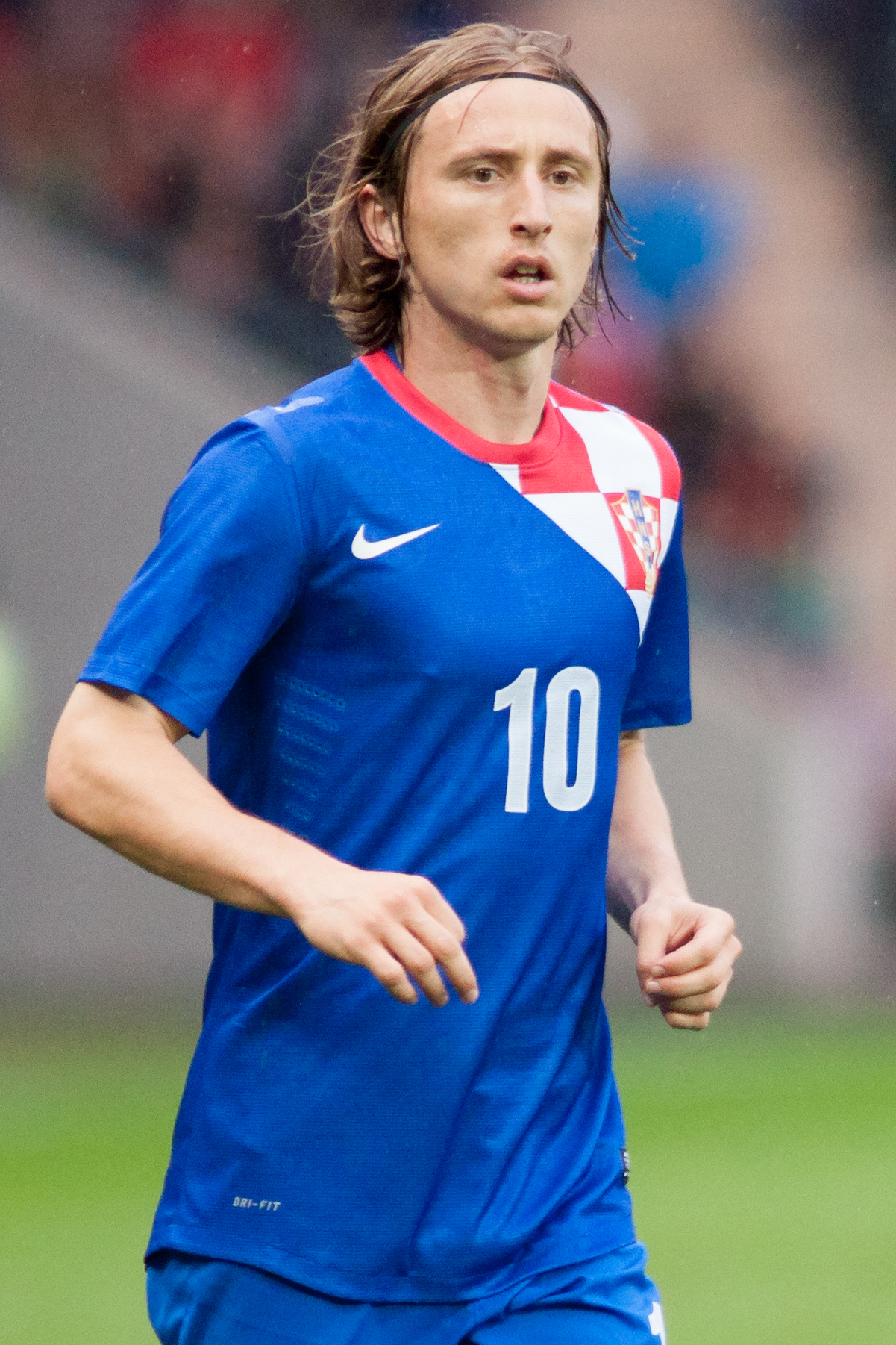
Luka Modrić avec l'équipe de Croatie lors d'un match contre le Portugal (2013).

#### Débuts internationaux
Luka Modrić commence à jouer pour l'équipe des moins de 21 ans croate et poursuit avec l'équipe A du pays dans laquelle il fait ses débuts en amical contre l'Argentine le 1er mars 2006 à Bâle en Suisse.
Il participe à la Coupe du monde 2006, à l'Euro 2008, à l'Euro 2012, à la Coupe du monde 2014 puis à l'Euro 2016 avec l'équipe de Croatie. C'est durant l'Euro 2008 qu'il marque son premier but en tournoi majeur en marquant lors du premier match face à l'Autriche. Il récidive lors de l'Euro 2016 lors du match d'ouverture des Croates face à la Turquie.
Le 29 août 2016, à la suite de la retraite internationale de Darijo Srna, Luka Modrić est nommé capitaine de la Croatie.

#### Podiums mondiaux
Il participe logiquement à la Coupe du monde 2018 avec la Croatie, qui est tirée dans le groupe D composé du Nigeria, de l'Islande et surtout l'Argentine. Le premier match se passe parfaitement puisque la Croatie l'emporte face au Nigeria (2-0), Luka Modrić marque sur penalty à la 72e minute pour le deuxième but croate.
Il récidive face à l'Argentine lors de la deuxième journée en marquant une fois de plus le deuxième but croate (0-3) d'une frappe de l'extérieur de la surface dans le petit filet. La Croatie se qualifie pour les huitièmes de finale grâce à cette victoire.
Il manque un penalty lors des huitièmes de finale face au Danemark en cours de match mais la Croatie se qualifie tout de même pour les quarts de finale après l'épreuve des tirs au but, épreuve où il inscrit néanmoins le sien. Lors du quart de finale contre la Russie, après un 2-2 qui terminera en séance de tirs au but, il marquera également lors de ces derniers, ajoutant un point en faveur de la Croatie, qui l'emportera 4-3.
La Croatie se défait de l'Angleterre en demi-finale, sur le score de 2-1 après prolongation. Elle arrive donc en finale face à la France et s'incline sur le score de 4-2. Luka Modric est élu meilleur joueur de la compétition devant Eden Hazard et Antoine Griezmann.
En mars 2021, face à Chypre, il est devenu le joueur le plus capé de l’histoire de la sélection croate avec 135 sélections. Avec cette nouvelle cape, il dépasse le précédent record de Darijo Srna.
Il est convoqué par Zlatko Dalić, le sélectionneur de l'équipe nationale de Croatie, dans la liste des 26 joueurs croates retenus pour participer à l'Euro 2020. Il s'illustre dans la compétition en marquant un but sensationnel face à l'Ecosse d'un extérieur du pied hors de la surface trompant David Marshall.
Le 9 novembre 2022, il est sélectionné par Zlatko Dalić pour participer à la Coupe du monde 2022. Luka Modrić termine cette fois troisième de la Coupe du Monde, après la victoire de la Croatie contre le Maroc à l'occasion de la petite finale.
Luka Modrić est l'auteur d'un but sur penalty et d'une passe décisive le 14 juin 2023, lors de la demi-finale de la Ligue des nations 2022-2023 contre les Pays-Bas, et contribue ainsi à la victoire de son équipe par quatre buts à deux après prolongations.
Le 20 mai 2024, il figure dans la liste des 26 joueurs croates retenus par Zlatko Dalić pour participer à l'Euro 2024. Le 23 juin, lors du dernier match de poules face à l'Italie, il marque le premier but de la rencontre et devient par cette occasion le plus vieux joueur à marquer dans un championnat d'Europe,.

## Style de jeu
Luka Modrić est considéré comme l'un des plus grands milieux de terrain de l'histoire du football,,. 
Capable de jouer en tant que relayeur ou milieu offensif voire récupérateur, il combine toutes les qualités nécessaires à un milieu de terrain. Il est doté d'une vision de jeu hors-norme et est capable de distribuer des passes longues ou courtes depuis n'importe quelle position. Techniquement, le Croate fait partie des meilleurs joueurs du championnat espagnol et sa frappe de balle, pas des plus puissantes mais très précise, lui permet de mettre de précieux buts et cela même en dehors de la surface grâce à des extérieurs ou des enroulées très bien dosées. Depuis son arrivée à Madrid, il est considéré comme l'un des meilleurs milieux de terrain de l'histoire.

## Controverses
Luka Modrić est mis en cause par la justice croate pour des faits de détournement d'argent, fraude fiscale et faux témoignage.
Il s'était entendu avec Zdravko Mamić, président du Dinamo Zagreb, lors de la signature de son contrat avec ce club. Dans des clauses ajoutées après la signature du contrat, il est stipulé que le joueur va toucher 50 % du montant de son transfert (les 50 % restant allant au club de Zagreb) puis en reverser une majorité à Zdravko Mamić.
Zdravko Mamić, jugé coupable d’avoir détourné 15,7 millions d'euros du Dinamo Zagreb et d’avoir fraudé au fisc près de deux millions d'euros, a été condamné à six ans et demi de prison. Luka Modrić risque lui jusqu’à cinq ans de prison. Le 3 décembre 2018, peu après avoir obtenu le Ballon d'or, on apprend que la justice croate abandonne les charges à l'encontre du joueur.

## Statistiques

### En club
| Saison                | Club                       | Championnat           | Championnat | Championnat | Championnat | Coupe nationale | Coupe nationale | Coupe nationale | Coupe de la Ligue | Coupe de la Ligue | Coupe de la Ligue | Supercoupe | Supercoupe | Supercoupe | Compétition(s) continentale(s) | Compétition(s) continentale(s) | Compétition(s) continentale(s) | Compétition(s) continentale(s) | Supercoupe UEFA | Supercoupe UEFA | Supercoupe UEFA | Autres compétitions | Autres compétitions | Autres compétitions | Autres compétitions | Total | Total | Total |
| Saison                | Club                       | Division              | M.          | B.          | P.d.        | M.              | B.              | P.d.            | M.                | B.                | P.d.              | M.         | B.         | P.d.       | Comp.                          | M.                             | B.                             | P.d.                           | M.              | B.              | P.d.            | Comp.               | M.                  | B.                  | P.d.                | M.    | B.    | P.d.  |
| 2003-2004             | HŠK Zrinjski Mostar (prêt) | D1                    | 22          | 8           | 0           | -               | -               | -               | -                 | -                 | -                 | -          | -          | -          | -                              | -                              | -                              | -                              | -               | -               | -               | -                   | -                   | -                   | -                   | 22    | 8     | 0     |
| 2004-2005             | NK Inter Zaprešić (prêt)   | Prva NHL              | 18          | 4           | 2           | -               | -               | -               | -                 | -                 | -                 | -          | -          | -          | -                              | -                              | -                              | -                              | -               | -               | -               | -                   | -                   | -                   | -                   | 18    | 4     | 2     |
| 2004-2005             | Dinamo Zagreb              | Prva HNL              | 7           | 0           | 1           | 1               | 0               | 0               | -                 | -                 | -                 | -          | -          | -          | -                              | -                              | -                              | -                              | -               | -               | -               | -                   | -                   | -                   | -                   | 8     | 0     | 1     |
| 2005-2006             | Dinamo Zagreb              | Prva HNL              | 32          | 7           | 2           | 1               | 0               | 0               | -                 | -                 | -                 | -          | -          | -          | -                              | -                              | -                              | -                              | -               | -               | -               | -                   | -                   | -                   | -                   | 33    | 7     | 2     |
| 2006-2007             | Dinamo Zagreb              | Prva HNL              | 30          | 6           | 10          | 7               | 1               | 0               | -                 | -                 | -                 | 1          | 1          | 0          | C1+C3                          | 4+2                            | 0                              | 0                              | -               | -               | -               | -                   | -                   | -                   | -                   | 44    | 8     | 10    |
| 2007-2008             | Dinamo Zagreb              | Prva HNL              | 25          | 13          | 11          | 8               | 1               | 3               | -                 | -                 | -                 | -          | -          | -          | C1+C3                          | 6+6                            | 2+1                            | 0                              | -               | -               | -               | -                   | -                   | -                   | -                   | 45    | 17    | 14    |
| Sous-total            | Sous-total                 | Sous-total            | 94          | 26          | 24          | 17              | 2               | 3               | -                 | -                 | -                 | 1          | 1          | 0          | -                              | 18                             | 3                              | 0                              | -               | -               | -               | -                   | -                   | -                   | -                   | 130   | 32    | 27    |
| 2008-2009             | Tottenham Hotspur          | PL                    | 34          | 3           | 8           | 2               | 1               | 0               | 4                 | 0                 | 0                 | -          | -          | -          | C3                             | 4                              | 1                              | 1                              | -               | -               | -               | -                   | -                   | -                   | -                   | 44    | 5     | 9     |
| 2009-2010             | Tottenham Hotspur          | PL                    | 25          | 3           | 4           | 7               | 0               | 4               | -                 | -                 | -                 | -          | -          | -          | -                              | -                              | -                              | -                              | -               | -               | -               | -                   | -                   | -                   | -                   | 32    | 3     | 8     |
| 2010-2011             | Tottenham Hotspur          | PL                    | 32          | 3           | 2           | 2               | 0               | 0               | -                 | -                 | -                 | -          | -          | -          | C1                             | 9                              | 1                              | 1                              | -               | -               | -               | -                   | -                   | -                   | -                   | 43    | 4     | 3     |
| 2011-2012             | Tottenham Hotspur          | PL                    | 36          | 4           | 5           | 3               | 0               | 1               | -                 | -                 | -                 | -          | -          | -          | C3                             | 2                              | 1                              | 0                              | -               | -               | -               | -                   | -                   | -                   | -                   | 41    | 5     | 6     |
| Sous-total            | Sous-total                 | Sous-total            | 127         | 13          | 19          | 14              | 1               | 5               | 4                 | 0                 | 0                 | -          | -          | -          | -                              | 15                             | 3                              | 2                              | -               | -               | -               | -                   | -                   | -                   | -                   | 160   | 17    | 26    |
| 2012-2013             | Real Madrid                | Liga                  | 33          | 3           | 3           | 8               | 0               | 1               | -                 | -                 | -                 | 1          | 0          | 0          | C1                             | 11                             | 1                              | 1                              | -               | -               | -               | -                   | -                   | -                   | -                   | 53    | 4     | 5     |
| 2013-2014             | Real Madrid                | Liga                  | 34          | 1           | 6           | 6               | 0               | 1               | -                 | -                 | -                 | -          | -          | -          | C1                             | 11                             | 1                              | 3                              | -               | -               | -               | -                   | -                   | -                   | -                   | 51    | 2     | 10    |
| 2014-2015             | Real Madrid                | Liga                  | 16          | 1           | 3           | -               | -               | -               | -                 | -                 | -                 | 2          | 0          | 0          | C1                             | 6                              | 0                              | 1                              | 1               | 0               | 0               | CMC                 | -                   | -                   | -                   | 25    | 1     | 4     |
| 2015-2016             | Real Madrid                | Liga                  | 32          | 2           | 4           | -               | -               | -               | -                 | -                 | -                 | -          | -          | -          | C1                             | 12                             | 1                              | 1                              | -               | -               | -               | -                   | -                   | -                   | -                   | 44    | 3     | 5     |
| 2016-2017             | Real Madrid                | Liga                  | 25          | 1           | 2           | 2               | 0               | 0               | -                 | -                 | -                 | -          | -          | -          | C1                             | 11                             | 0                              | 1                              | 1               | 0               | 0               | CMC                 | 2                   | 0                   | 0                   | 41    | 1     | 3     |
| 2017-2018             | Real Madrid                | Liga                  | 26          | 1           | 6           | 2               | 0               | 0               | -                 | -                 | -                 | 1          | 0          | 0          | C1                             | 11                             | 1                              | 1                              | 1               | 0               | 0               | CMC                 | 2                   | 0                   | 1                   | 43    | 2     | 8     |
| 2018-2019             | Real Madrid                | Liga                  | 34          | 3           | 6           | 3               | 0               | 0               | -                 | -                 | -                 | -          | -          | -          | C1                             | 6                              | 0                              | 1                              | 1               | 0               | 0               | CMC                 | 2                   | 1                   | 1                   | 46    | 4     | 8     |
| 2019-2020             | Real Madrid                | Liga                  | 31          | 3           | 7           | 1               | 0               | 0               | -                 | -                 | -                 | 2          | 1          | 0          | C1                             | 6                              | 1                              | 0                              | -               | -               | -               | -                   | -                   | -                   | -                   | 40    | 5     | 7     |
| 2020-2021             | Real Madrid                | Liga                  | 35          | 5           | 3           | -               | -               | -               | -                 | -                 | -                 | 1          | 0          | 0          | C1                             | 12                             | 1                              | 3                              | -               | -               | -               | -                   | -                   | -                   | -                   | 48    | 6     | 6     |
| 2021-2022             | Real Madrid                | Liga                  | 28          | 2           | 8           | 2               | 0               | 0               | -                 | -                 | -                 | 2          | 1          | 0          | C1                             | 13                             | 0                              | 4                              | -               | -               | -               | -                   | -                   | -                   | -                   | 45    | 3     | 12    |
| 2022-2023             | Real Madrid                | Liga                  | 33          | 4           | 3           | 4               | 0               | 2               | -                 | -                 | -                 | 2          | 0          | 0          | C1                             | 10                             | 2                              | 1                              | 1               | 0               | 0               | CMC                 | 2                   | 0                   | 0                   | 52    | 6     | 6     |
| 2023-2024             | Real Madrid                | Liga                  | 32          | 2           | 6           | 1               | 0               | 0               | -                 | -                 | -                 | 2          | 0          | 1          | C1                             | 11                             | 0                              | 0                              | -               | -               | -               | -                   | -                   | -                   | -                   | 46    | 2     | 7     |
| 2024-2025             | Real Madrid                | Liga                  | 35          | 2           | 6           | 5               | 2               | 0               | -                 | -                 | -                 | 1          | 0          | 0          | C1                             | 14                             | 0                              | 3                              | 1               | 0               | 0               | CIC+CMC             | 1+6                 | 0                   | 0                   | 63    | 4     | 9     |
| Sous-total            | Sous-total                 | Sous-total            | 394         | 30          | 63          | 34              | 2               | 4               | -                 | -                 | -                 | 14         | 2          | 1          | -                              | 134                            | 8                              | 20                             | 6               | 0               | 0               | -                   | 15                  | 1                   | 2                   | 597   | 43    | 90    |
| 2025-2026             | Milan AC                   | Serie A               | -           | -           | -           | 1               | 0               | 0               | -                 | -                 | -                 | -          | -          | -          | -                              | -                              | -                              | -                              | -               | -               | -               | -                   | -                   | -                   | -                   | 1     | 0     | 0     |
| Total sur la carrière | Total sur la carrière      | Total sur la carrière | 655         | 81          | 108         | 66              | 5               | 12              | 4                 | 0                 | 0                 | 15         | 3          | 1          | -                              | 167                            | 14                             | 22                             | 6               | 0               | 0               | -                   | 15                  | 1                   | 2                   | 928   | 104   | 145   |

### En sélection nationale
| Saison                | Sélection             | Phases finales                                  | Phases finales | Phases finales | Phases finales | Éliminatoires CDM | Éliminatoires CDM | Éliminatoires CDM | Éliminatoires EURO | Éliminatoires EURO | Éliminatoires EURO | Ligue Nations UEFA | Ligue Nations UEFA | Ligue Nations UEFA | Matchs amicaux | Matchs amicaux | Matchs amicaux | Total | Total | Total |
| Saison                | Sélection             | Compétition                                     | M              | B              | Pd             | M                 | B                 | Pd                | M                  | B                  | Pd                 | M                  | B                  | Pd                 | M              | B              | Pd             | M     | B     | Pd    |
| --------------------- | --------------------- | ----------------------------------------------- | -------------- | -------------- | -------------- | ----------------- | ----------------- | ----------------- | ------------------ | ------------------ | ------------------ | ------------------ | ------------------ | ------------------ | -------------- | -------------- | -------------- | ----- | ----- | ----- |
| 2005-2006             | Croatie               | Coupe du monde 2006                             | 2              | 0              | 0              | -                 | -                 | -                 | -                  | -                  | -                  | -                  | -                  | -                  | 5              | 0              | 0              | 7     | 0     | 0     |
| 2006-2007             | Croatie               | -                                               | -              | -              | -              | -                 | -                 | -                 | 7                  | 1                  | 0                  | -                  | -                  | -                  | 2              | 2              | 0              | 9     | 3     | 0     |
| 2007-2008             | Croatie               | Euro 2008                                       | 3              | 1              | 1              | -                 | -                 | -                 | 5                  | 0                  | 1                  | -                  | -                  | -                  | 5              | 0              | 1              | 13    | 1     | 3     |
| 2008-2009             | Croatie               | -                                               | -              | -              | -              | 6                 | 3                 | 0                 | -                  | -                  | -                  | -                  | -                  | -                  | 1              | 0              | 0              | 7     | 3     | 0     |
| 2009-2010             | Croatie               | -                                               | -              | -              | -              | -                 | -                 | -                 | -                  | -                  | -                  | -                  | -                  | -                  | 3              | 0              | 2              | 3     | 0     | 2     |
| 2010-2011             | Croatie               | -                                               | -              | -              | -              | -                 | -                 | -                 | 5                  | 0                  | 1                  | -                  | -                  | -                  | 3              | 0              | 0              | 8     | 0     | 1     |
| 2011-2012             | Croatie               | Euro 2012                                       | 3              | 0              | 0              | -                 | -                 | -                 | 5                  | 1                  | 1                  | -                  | -                  | -                  | 2              | 0              | 0              | 10    | 1     | 1     |
| 2012-2013             | Croatie               | -                                               | -              | -              | -              | 6                 | 0                 | 0                 | -                  | -                  | -                  | -                  | -                  | -                  | 3              | 0              | 1              | 9     | 0     | 1     |
| 2013-2014             | Croatie               | Coupe du monde 2014                             | 3              | 0              | 0              | 5                 | 0                 | 0                 | -                  | -                  | -                  | -                  | -                  | -                  | 4              | 0              | 1              | 12    | 0     | 1     |
| 2014-2015             | Croatie               | -                                               | -              | -              | -              | -                 | -                 | -                 | 5                  | 2                  | 1                  | -                  | -                  | -                  | 1              | 0              | 0              | 6     | 2     | 1     |
| 2015-2016             | Croatie               | Euro 2016                                       | 3              | 1              | 0              | -                 | -                 | -                 | 3                  | 0                  | 1                  | -                  | -                  | -                  | 3              | 0              | 1              | 9     | 1     | 2     |
| 2016-2017             | Croatie               | -                                               | -              | -              | -              | 4                 | 0                 | 1                 | -                  | -                  | -                  | -                  | -                  | -                  | -              | -              | -              | 4     | 0     | 1     |
| 2017-2018             | Croatie               | Coupe du monde 2018                             | 7              | 2              | 1              | 6                 | 1                 | 2                 | -                  | -                  | -                  | -                  | -                  | -                  | 3              | 0              | 0              | 16    | 3     | 3     |
| 2018-2019             | Croatie               | -                                               | -              | -              | -              | -                 | -                 | -                 | 3                  | 0                  | 0                  | 4                  | 0                  | 1                  | 2              | 0              | 0              | 9     | 0     | 1     |
| 2019-2020             | Croatie               | -                                               | -              | -              | -              | -                 | -                 | -                 | 5                  | 2                  | 1                  | -                  | -                  | -                  | -              | -              | -              | 5     | 2     | 1     |
| 2020-2021             | Croatie               | Euro 2020                                       | 4              | 1              | 1              | 3                 | 1                 | 0                 | -                  | -                  | -                  | 4                  | 0                  | 0                  | 4              | 0              | 1              | 15    | 2     | 2     |
| 2021-2022             | Croatie               | -                                               | -              | -              | -              | 4                 | 2                 | 2                 | -                  | -                  | -                  | 4                  | 1                  | 0                  | 2              | 1              | 0              | 10    | 4     | 2     |
| 2022-2023             | Croatie               | Coupe du monde 2022 Ligue des nations 2022-2023 | 7+2            | 0+1            | 0+1            | -                 | -                 | -                 | 2                  | 0                  | 0                  | 2                  | 1                  | 0                  | 1              | 0              | 1              | 14    | 2     | 2     |
| 2023-2024             | Croatie               | Euro 2024                                       | 3              | 1              | 0              | -                 | -                 | -                 | 6                  | 0                  | 0                  | -                  | -                  | -                  | 3              | 1              | 2              | 12    | 2     | 2     |
| 2024-2025             | Croatie               | -                                               | -              | -              | -              | 2                 | 1                 | 0                 | -                  | -                  | -                  | 8                  | 1                  | 0                  | -              | -              | -              | 10    | 2     | 0     |
| Total sur la carrière | Total sur la carrière | Total sur la carrière                           | 37             | 7              | 4              | 36                | 8                 | 5                 | 46                 | 6                  | 6                  | 22                 | 3                  | 1                  | 47             | 4              | 10             | 188   | 28    | 26    |

### Buts internationaux
| Buts en sélection de Luka Modrić | Buts en sélection de Luka Modrić | Buts en sélection de Luka Modrić                | Buts en sélection de Luka Modrić | Buts en sélection de Luka Modrić | Buts en sélection de Luka Modrić | Buts en sélection de Luka Modrić        |
| -------------------------------- | -------------------------------- | ----------------------------------------------- | -------------------------------- | -------------------------------- | -------------------------------- | --------------------------------------- |
| #                                | Date                             | Lieu                                            | Adversaire                       | Score                            | Résultats                        | Compétitions                            |
| 1er                              | 16 août 2006                     | Stade Armando-Picchi, Livourne, Italie,         | Italie                           | 2-0                              | 2 – 0                            | Match amical                            |
| 2e                               | 7 octobre 2006                   | Maksimir, Zagreb, Croatie                       | Andorre                          | 7-0                              | 7 – 0                            | Éliminatoires de l'Euro 2008            |
| 3e                               | 7 février 2007                   | Stadion Kantrida, Rijeka, Croatie               | Norvège                          | 2-0                              | 2 – 1                            | Match amical                            |
| 4e                               | 8 juin 2008                      | Ernst Happel Stadion, Vienne, Autriche          | Autriche                         | 1-0                              | 1 – 0                            | Euro 2008                               |
| 5e                               | 6 septembre 2008                 | Maksimir, Zagreb, Croatie                       | Kazakhstan                       | 2-0                              | 3 – 0                            | Éliminatoires de la Coupe du monde 2010 |
| 6e                               | 15 octobre 2008                  | Maksimir, Zagreb, Croatie                       | Andorre                          | 3-0                              | 4 – 0                            | Éliminatoires de la Coupe du monde 2010 |
| 7e                               | 7 juin 2009                      | Maksimir, Zagreb, Croatie                       | Ukraine                          | 2-2                              | 2 – 2                            | Éliminatoires de la Coupe du monde 2010 |
| 8e                               | 6 septembre 2011                 | Maksimir, Zagreb, Croatie                       | Israël                           | 1-1                              | 3 - 1                            | Éliminatoires de l'Euro 2012            |
| 9e                               | 9 septembre 2014                 | Maksimir, Zagreb, Croatie                       | Malte                            | 1-0                              | 2 - 0                            | Éliminatoires de l'Euro 2016            |
| 10e                              | 13 octobre 2014                  | Stadion Gradski vrt, Osijek, Croatie            | Azerbaïdjan                      | 5-0                              | 6 - 0                            | Éliminatoires de l'Euro 2016            |
| 11e                              | 12 juin 2016                     | Parc des Princes, Paris, France                 | Turquie                          | 1-0                              | 1 - 0                            | Euro 2016                               |
| 12e                              | 9 novembre 2017                  | Maksimir, Zagreb, Croatie                       | Grèce                            | 1-0                              | 4 - 1                            | Éliminatoires de la Coupe du monde 2018 |
| 13e                              | 16 juin 2018                     | Baltika Arena, Kaliningrad, Russie              | Nigeria                          | 2-0                              | 2 - 0                            | Coupe du monde 2018                     |
| 14e                              | 21 juin 2018                     | Stade de Nijni Novgorod, Nijni Novgorod, Russie | Argentine                        | 2-0                              | 3 - 0                            | Coupe du monde 2018                     |
| 15e                              | 9 septembre 2019                 | Bakcell Arena, Bakou, Azerbaïdjan               | Azerbaïdjan                      | 0-1                              | 1 - 1                            | Éliminatoires de l'Euro 2020            |
| 16e                              | 10 octobre 2019                  | Stade de Poljud, Split, Croatie                 | Hongrie                          | 1-0                              | 3 - 0                            | Éliminatoires de l'Euro 2020            |
| 17e                              | 30 mars 2021                     | Stade Rujevica, Rijeka, Croatie                 | Malte                            | 2-0                              | 3 - 0                            | Éliminatoires de la Coupe du monde 2022 |
| 18e                              | 22 juin 2021                     | Hampden Park, Glasgow, Écosse                   | Écosse                           | 2-1                              | 3 - 1                            | Euro 2020                               |
| 19e                              | 11 octobre 2021                  | Stade Gradski vrt, Osijek, Croatie              | Slovaquie                        | 2-2                              | 2 - 2                            | Éliminatoires de la Coupe du monde 2022 |
| 20e                              | 11 novembre 2021                 | Ta' Qali Stadium, Ta' Qali, Malte               | Malte                            | 4-1                              | 7 - 1                            | Éliminatoires de la Coupe du monde 2022 |
| 21e                              | 29 mars 2022                     | Stade Education City, Al Rayyan, Qatar          | Bulgarie                         | 1-1                              | 2 - 1                            | Match amical                            |
| 22e                              | 13 juin 2022                     | Stade de France, Saint-Denis, France            | France                           | 1-0                              | 1 - 0                            | Ligue des nations 2022-2023             |
| 23e                              | 25 septembre 2022                | Stade Ernst-Happel, Vienne, Autriche            | Autriche                         | 1-0                              | 3 - 1                            | Ligue des nations 2022-2023             |
| 24e                              | 14 juin 2023                     | Stade Feijenoord, Rotterdam, Pays-Bas           | Pays-Bas                         | 4-2                              | 4 - 2                            | Ligue des nations 2022-2023             |
| 25e                              | 8 juin 2024                      | Stade national du Jamor, Oeiras, Portugal       | Portugal                         | 1-0                              | 1 - 2                            | Match amical                            |
| 26e                              | 24 juin 2024                     | Red Bull Arena, Leipzig, Allemagne              | Italie                           | 1-0                              | 1 - 1                            | Euro 2024                               |
| 27e                              | 8 septembre 2024                 | Opus Arena, Osijek, Croatie                     | Pologne                          | 1-0                              | 1 - 0                            | Ligue des nations 2024-2025             |
| 28e                              | 9 juin 2025                      | Opus Arena, Osijek, Croatie                     | Tchéquie                         | 2-1                              | 5 - 1                            | Éliminatoire coupe du monde 2026        |

## Palmarès

### Titres et trophées collectifs
| Dinamo Zagreb (6) | Tottenham Hotspur                       | Real Madrid (27) | Équipe de Croatie                                                                                |
| --- | --------------------------------------- | --- | ------------------------------------------------------------------------------------------------ |
| - Championnat de Croatie (3) : - Champion : 2006, 2007 et 2008. - Coupe de Croatie (2) : - Vainqueur : 2007 et 2008. - Supercoupe de Croatie (1) : - Vainqueur : 2006. | - Coupe de la Ligue - Finaliste : 2009. | - Championnat d'Espagne (4) : - Champion : 2017, 2020, 2022 et 2024. - Vice-champion : 2013, 2015, 2016, 2021, 2023 et 2025. - Coupe d'Espagne (2) : - Vainqueur : 2014 et 2023. - Finaliste : 2013 et 2025. - Supercoupe d'Espagne (5) : - Vainqueur : 2012, 2017, 2020, 2022 et 2024. - Finaliste : 2014, 2023 et 2025. - Ligue des champions (6) : - Vainqueur : 2014, 2016, 2017, 2018, 2022 et 2024. - Supercoupe de l'UEFA (5) : - Vainqueur : 2014, 2016, 2017, 2022 et 2024. - Finaliste : 2018. - Coupe du monde des clubs de la FIFA (4) : - Vainqueur : 2016, 2017, 2018 et 2022. - Coupe intercontinentale de la FIFA (1) : - Vainqueur : 2024. | - Coupe du monde - Finaliste : 2018. - Troisième : 2022. - Ligue des nations - Finaliste : 2023. |

### Distinctions individuelles
- Ballon d'or en 2018
- Espoir croate de l'année en 2004
- Ballon d’or du meilleur joueur de la Coupe du monde 2018[50]
- Troisième au Ballon d’or du meilleur joueur de la Coupe du monde 2022
- Meilleur milieu de terrain de la Liga en 2014
- Meilleur footballeur de l'année FIFA en 2018
- Meilleur milieu de terrain de l'année UEFA : 2017 et 2018.
- Meilleur meneur de jeu mondial de l'année (IFFHS) en 2018
- Prix UEFA du Meilleur joueur d'Europe de la saison 2017-2018[51]
- Prix LFP du meilleur milieu de terrain de la Liga en 2016[52]
- Prix LFP du meilleur milieu de terrain défensif de la Liga en 2014
- Meilleur joueur du Championnat bosnien en 2004
- Meilleur joueur du Championnat de Croatie en 2007 (désigné par les joueurs)
- Meilleur joueur du Championnat de Croatie en 2007 selon Slobodna Dalmacija
- Meilleur joueur du Championnat de Croatie en 2008 selon Sportske novosti
- Meilleur joueur croate de l'année en 2007, 2008, 2011, 2014 , 2016 , 2017 et 2018.
- Joueur croate de l'année selon Sportske novosti en 2013, 2014 et 2015
- Ballon d'or de la Coupe du monde des clubs de la FIFA en 2017
- Ballon d'argent de la Coupe du monde des clubs de la FIFA en 2016
- Élu troisième plus beau but de la Coupe du monde 2018
- Membre de l'équipe type de FIFA/FIFPro World XI en 2015, 2016, 2017, 2018, 2019 et 2022
- Membre de l'équipe type du Championnat d'Europe des Nations en 2008
- Membre de l'équipe type de la Ligue des champions de l'UEFA : 2014, 2016, 2017 et 2018.
- Membre du onze type de la saison de la Ligue des champions de l'UEFA : 2021-2022
- Membre de l'équipe type de l'année UEFA en 2015, 2016, 2017 et 2018
- Membre de l'équipe type du Championnat d'Espagne en 2016
- Membre de l'équipe type de la Coupe du monde 2018
- Meilleur milieu de terrain de la Ligue des champions de l'UEFA 2017-2018[51]
- Lauréat du prix Golden Foot : 2019
- Homme du match de la Finale de la Supercoupe d'Espagne de football 2021-2022.
- Marca Légende en 2022.
- Membre de l'équipe type du Onze d'or 2023[53]

### Classements au Ballon d'Or
| Années | Classements | % des suffrages | Club        | Vainqueurs du Ballon d'or | % des suffrages des vainqueurs du ballon d'Or |
| ------ | ----------- | --------------- | ----------- | ------------------------- | --------------------------------------------- |
| 2016   | 17e         | 0,06 %          | Real Madrid | Cristiano Ronaldo         | 47,85 %                                       |
| 2017   | 5e          | 3,00 %          | Real Madrid | Cristiano Ronaldo         | 33,76 %                                       |
| 2018   | Vainqueur   | 26,14 %         | Real Madrid | Luka Modrić               | -                                             |
| 2021   | 29e         | 0 %             | Real Madrid | Lionel Messi              | 22,54 %                                       |
| 2022   | 9e          | 1,34 %          | Real Madrid | Karim Benzema             | 36,90 %                                       |
| 2023   | 10e         | 1,29 %          | Real Madrid | Lionel Messi              | 31,39 %                                       |

## Vie privée
Le 12 mai 2010, il épouse Vanja Bosnić. Ils ont trois enfants, un garçon, né le 6 juin 2010, puis deux filles, nées respectivement le 25 avril 2013 et le 2 octobre 2017.